# بهمن ۱۳۸۵

## شنبه: ‎۱۶ بهمن۱۳۸۵(۴ فوریه۲۰۰۷)
- وفات پرویز یاحقی

«پرویز صدیق پارسی»، آهنگساز و نوازندهٔ ایرانی ویولن، که به پرویز یاحقی شهرت داشت، روز ۱۳ بهمن به دلیل ایست قلبی بدرود حیات گفت. ایسنا، بی‌بی‌سی فارسی